# Tour du Mont Blanc
Tour du Mont Blanc, zkráceně TMB, je jednou z nejpopulárnějších dálkových turistických tras v Alpách a v celé Evropě. Je značena jako okruh okolo masivu nejvyšší alpské hory Mont Blancu o délce ca 170 km. Celkové převýšení trasy jak ve výstupu, tak v sestupu je okolo 10 000 m. Prochází třemi zeměmi – Francií, Itálií a Švýcarskem.

## Trasa

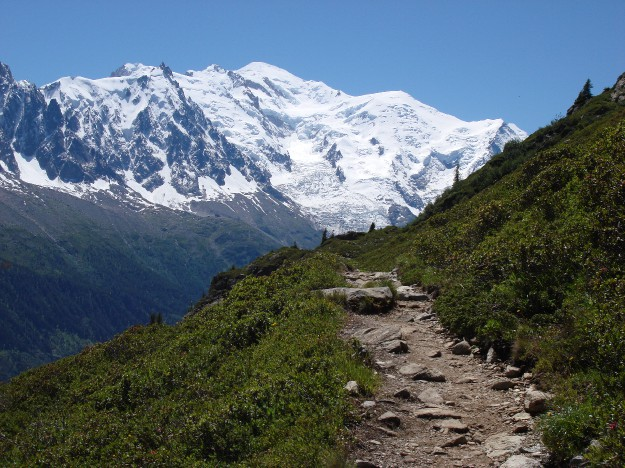
Pohled na Mont Blanc z trasy TMB

Okružní trasa je obvykle chozena proti směru hodinových ručiček a její turistické absolvování vyžaduje vícedenní úsilí. Podle zdatnosti chodců a možností pro přenocování bývá rozdělena do devíti až jedenácti denních etap. Časová náročnost pěšího přechodu při průměrné zdatnosti účastníků a vhodných povětrnostních podmínkách je okolo 60 hodin chůze.Na této turistické trase se od roku 2003 každoročně pořádá také horský ultramaraton Ultra-Trail du Mont-Blanc, jehož vítěz absolvuje celou trasu za méně než 24 hodin.
Obvyklými místy startu na francouzském území bývají městečko Les Houches nedaleko Chamonix nebo obec Les Contamines v údolí Montjoie, Courmayeur na italské straně a obec Champex nebo místa v okolí Martigny ve Švýcarsku. Trasa prochází sedmi údolími masivu Mont Blancu. Při cestě proti směru hodinových ručiček jsou to údolí Chamonix (nebo Arve), dále Montjoie, Vallée des Glaciers, Val Veni, Val Ferret v Itálii, švýcarské Val Ferret a údolí Arpette nebo Trient ve Švýcarsku, podle zvolené trasy.
„Oficiální“ trasa se v průběhu let různě měnila a i dnes existuje mnoho alternativ nebo variant ke standardní trase. Některé z nich jsou určeny jen pro odvážné chodce, vybavené vysokou zdatností, odolností proti závratím a zkušeností s pohybem v horském terénu. Jiné varianty nabízejí méně náročné možnosti, které jsou často časově úspornější než klasická trasa, ale obvykle je to za cenu zhoršení požitku z výhledů na okolní nejvyšší evropské horské hřebeny. Na části okruhu, mezi vrcholem Le Brévent a sedlem Col de la Croix du Bonhomme, vede TMB shodně s evropskou dálkovou trasou GR5, která spojuje Severní moře se Středozemním mořem.

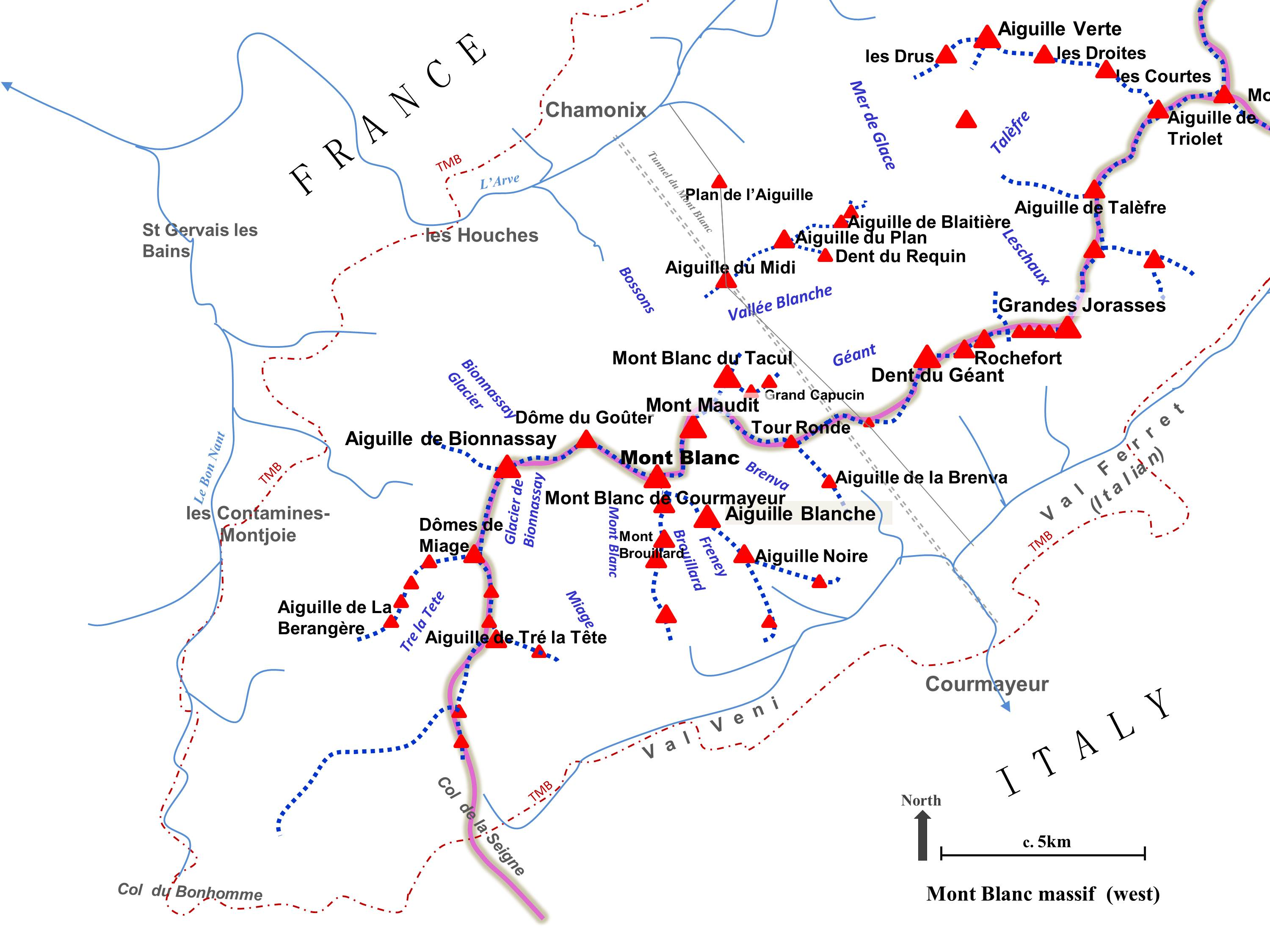
Západní část masivu Mont Blancu (TMB čerchovaně)

Podél celé trasy je k dispozici mnoho míst s možností občerstvení a ubytování, takže je možno rozdělit cestu na segmenty podle individuálních možností a potřeb. Tato zařízení poskytují velkou variabilitu ubytovacích služeb, od jednolůžkových pokojů po spartánsky vybavené společné noclehárny. Ve většině z nich jsou k dispozici vařená jídla. Při startu v Les Houches lze očekávat zastávky na noc v Les Contamines, na Col de la Croix du Bonhomme, v Les Chapieux (podle vybrané varianty), chatě Elisabetta Soldini, Courmayeuru, chatě Elena, Champexu, Trientu, v Argentiére, na chatě Le Flégère a konečně zpátky v Les Houches. Přes velké možnosti výběru může popularita tohoto chodníku vést k problému s nalezením ubytování. Je však možné si objednat ubytování předem.
Nejvyššími body ze všech možných variant tras jsou sedla Col des Fours ve Francii a Fenêtre d'Arpette ve Švýcarsku, obě vysoká 2665 m. To není taková výška, která by mohla u většiny lidí způsobit problémy s výškovou nemocí, nicméně trasa představuje velkou fyzickou výzvu. Je nezbytná zkušenost s pohybem v horském terénu, a vzhledem k tomu, že počasí v horách se může měnit velmi rychle, by měli být účastnící tohoto přechodu náležitě vybaveni k ochraně před povětrnostními vlivy.
Pro zájemce o tuto trasu je k dispozici celá řada specializovaných průvodců a map, vydávaných různými nakladatelstvími.

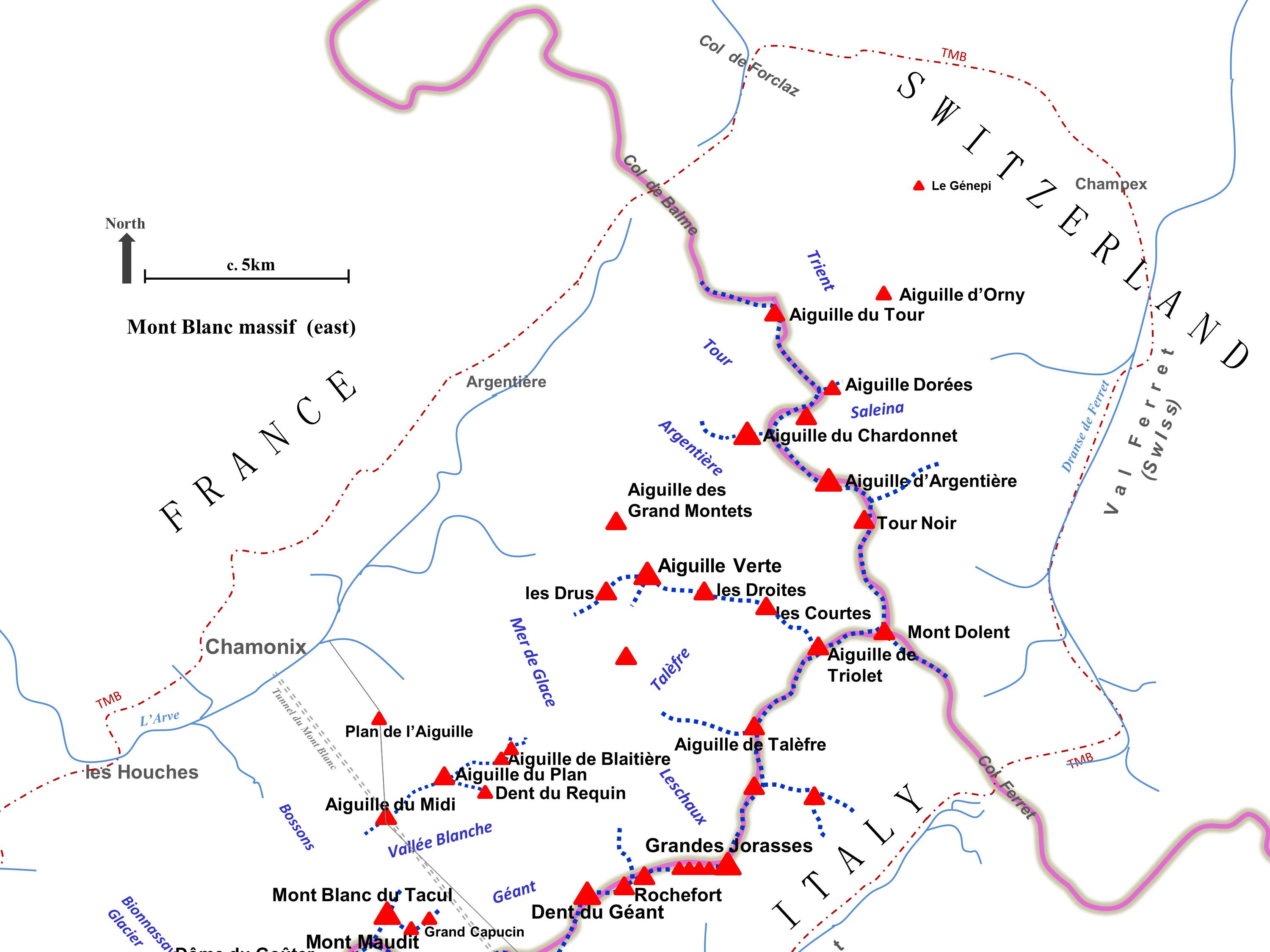
Východní část masivu Mont Blancu (TMB čerchovaně)

### Standardní vedení trasy a obvyklé členění do etap
| Etapa  | Start              | Cíl                | Délka  | Obvyklý čas | Převýšení ve výstupu | Převýšení v sestupu |
| ------ | ------------------ | ------------------ | ------ | ----------- | -------------------- | ------------------- |
| 1      | Les Houches        | Les Contamines     | 16 km  | 5:00        | 646 m                | 633 m               |
| 2      | Les Contamines     | Les Chapieux       | 18 km  | 7:30        | 1316 m               | 929 m               |
| 3      | Les Chapieux       | Rifugio Elisabetta | 15 km  | 4:30        | 1004 m               | 258 m               |
| 4      | Rifugio Elisabetta | Courmayeur         | 18 km  | 5:00        | 460 m                | 1560 m              |
| 5      | Courmayeur         | Rifugio W. Bonatti | 12 km  | 4:30        | 860 m                | 101 m               |
| 6      | Rifugio W. Bonatti | La Fouly           | 20 km  | 6:30        | 895 m                | 1410 m              |
| 7      | La Fouly           | Champex            | 15 km  | 4:00        | 420 m                | 565 m               |
| 8      | Champex            | Col de la Forclaz  | 16 km  | 4:30        | 742 m                | 682 m               |
| 9      | Col de la Forclaz  | Tre-le-Champ       | 13 km  | 5:30        | 1069 m               | 1178 m              |
| 10     | Tre-le-Champ       | Refuge Flégère     | 8 km   | 3:30        | 733 m                | 257 m               |
| 11     | Refuge Flégère     | Les Houches        | 17 km  | 6:30        | 772 m                | 1546 m              |
| Celkem | Celkem             | Celkem             | 168 km | 57h         | 8917 m               | 9119 m              |

### Vysokohorské chaty na trase Tour du Mont Blanc
- Chalet la Balme, 1706 m
- Refuge du Col de la Croix du Bonnhomme, 2433 m
- Refuge de la Nova, 1549 m
- Refuge des Mottets, 1870 m
- Rifugio Elisabetta Soldini, 2195 m
- Rifugio Maison Vieille, 1956 m
- Rifugio Bertone, 1989 m
- Rifugio Walter Bonatti, 2022 m
- Rifugio Elena, 2062 m
- Refuge Col de Balme, 2191
- Chalet de la Flégère, 1877 m
- Refuge de Bel Lachat, 2136 m

### Mapy
- Varianty tras na openstreetmap
- Nejběžnější trasa na openstreetmap
- Trasa na mapy.cz
- Pays du Mont-Blanc (Aravis, Chamonix, Courmayeur) 1 : 50 000, 1. vyd. Ibos (France): Rando Editions, 2003, ISBN 2-84182-206-0
- Tour du Mont Blanc, Carte Panoramique, Chavannes/Renens (Suisse): MPA GéoDistribution SA, ISBN 978-2-940381-23-4